# Kraftwerk Indirasagar
Das Kraftwerk Indirasagar ist eine Talsperre an der Narmada in Punasa, Distrikt Khandwa im Bundesstaat Madhya Pradesh in Indien.
Das Kraftwerk erzeugt mit acht Turbinen insgesamt 1000 Megawatt.
Die Staumauer ist 92 m hoch und 653 m lang. Der Stausee ist mit 12, 2 Milliarden Kubikmetern der größte Stausee Indiens.

## Geschichte
Der Grundstein des Projekts wurde 1984 von Indiens Premierministerin Indira Gandhi gelegt. Der Bau der Staumauer begann 1992.